# Sœurs de l'Éducation Chrétienne
Les Sœurs de l'éducation chrétienne sont une congrégation religieuse féminine enseignante de droit pontifical.

## Historique
La congrégation est fondée par l'abbé Louis Lafosse (1772-1839), curé d'Échauffour et Mère Marie-Anne Dutertre pour l'enseignement de la jeunesse. Le 21 novembre 1817, quatre jeunes filles leur profession religieuse dans l’église Saint André d’Échauffour. La nouvelle congrégation est approuvée en 1821 par Alexis Saussol, évêque de Séez. Leur habit était autrefois constitué d'une robe avec une ceinture et une pèlerine de laine noire, d'une coiffe blanche et d'un voile noir. Un grand manteau noir était utilisé pour les sorties. Sur la poitrine, les religieuses portaient une croix d'argent surmontée d'un cœur en drap bleu, qui leur valait le surnom de sœurs du cœur bleu.
Les religieuses se propagent rapidement en Normandie ; après les lois anticongrégationistes, de nombreuses religieuses quittent la France et ouvrent des maisons en Irlande, en Angleterre et aux États-Unis.
L'institut reçoit le décret de louange le 28 mars 1893 et l'approbation définitive du Saint-Siège le 24 mars 1931.

## Activités et diffusion
Les sœurs se consacrent dès l'origine à l'enseignement, mais lors du chapitre général de 1970, elles décident d'accorder une importance particulière aux missions et aux œuvres paroissiales.
Elles sont présentes en France, en Irlande, au Bénin et au Pérou.
La maison-mère est à Saint-Maur-des-Fossés.
En 2017, la congrégation comptait 89 sœurs dans 14 maisons.

## Établissements actuels ou ayant existé
(les dates correspondent à l'ouverture des établissements)
- 1841 : transfert de la maison-généralice à Argentan (Orne)
- 1907 : transfert de la maison-généralice à Tournai (Belgique)
- 1940 : transfert de la maison-généralice à Laval (Mayenne)
- 1945 : transfert de la maison-généralice à Villiers-sur-Marne (Seine-et-Oise, aujourd'hui Val-de-Marne))
- 1947 : transfert de la maison-généralice à Saint-Maur-des-Fossés (Seine, aujourd'hui Val-de-Marne)

- France :

Maison-généralice depuis 1947 : Saint-Maur-des-Fossés (Val-de-Marne, diocèse de Créteil)
Maisons dans l'Orne (Échauffour, 1817-2011, maison-mère ; Argentan, 1818 ; Gacé, 1823 ; Rémalard, 1826 ; Flers, 1837 ; Juvigny-sous-Andaine, 1849 ; Tinchebray, 1856 ; Alençon, 1938 ; Berd'huis, intercongrégation avec la Providence), dans la Mayenne (Laval, 1919 ; Sainte-Anne-de-Marcillé, 1941), le Calvados (Falaise, 1835) , le Nord (Loos-lez-Lille, 1843 ; Fournes, 1857 ; Dunkerque, 1904 ; Lille (Sainte-Catherine), 1907 ; Lille (Notre-Dame de la Treille), 1915 ; La Bassée, 1929), la Seine-Maritime (Bonsecours, 1891), les Yvelines (Andrésy, 1916 ; Limay, 1961), le Pas-de-Calais (Béthune, 1921), le Var (Porquerolles, 1923), le Val-de-Marne (Vincennes, 1933 ; Villiers-sur-Marne, 1941 ; Saint-Maur-des-Fossés, 1947), l'Ain (Hauteville, 1934)
- Royaume-Uni (Angleterre):

Farnborough (Hampshire) (1889)
Salisbury (1911)
Yateley (Surrey) (1945)
- Belgique : Vodecq, vers 1855 ; Tournai, 1907
- États-Unis : Huntington, 1905 ; Asheville, 1907 ; Attleborough, 1909 ; Waltham, 1910 ; Arlington-Marycliff, 1913 ; Hendersonville, en Caroline du Nord, 1926 ; Milton, dans le Massachusetts, 1927 ; Winchester, dans le Massachusetts, 1947 ; Arlington-Saint-James, 1949 ; West-Asheville, 1961)
- Maroc : Rabat, 1941
- Irlande : Terenure-Dublin, 1953 ; Rathnew-Wicklow, 1955
- Dahomey (aujourd'hui Bénin) : Abomey, 1958 ; Cotonou-Akpakpa, 1959. Le 28 novembre 2010, les Sœurs ont transféré toutes leurs charges à l’Archidiocèse de Cotonou.

## Sources
- Almanach catholique français pour 1926, Bloud & Gay, Paris, 1926
- Annuaire catholique de France, 1961.